# Тыгиш (озеро)
Тыгиш — пресноводное озеро, находящееся на территории Каменского муниципального округа Свердловской области, относится к бассейну реки Исети.

## Название
Слово тыгиш в переводе на русский язык означает «зеркало».
Озеро, предположительно, дало название селу Тыгиш (ликвидировано в 1961 году после Кыштымской аварии; ныне — урочище Тыгиш), которое располагалось на его северном берегу.

## Расположение
Ближайшие населённые пункты: село Рыбниковское — в 1,5 км на восток, город Каменск-Уральский — в 15 км на северо-восток.
Находится в 2 км от озера Большой Сунгуль. Ближайшее озеро — Малое, с которым Тыгиш сообщается через протоку.

## Морфометрия и гидрография
Площадь зеркала озера составляет 6,68 км², урез воды находится на высоте 193,7 метра над уровнем моря.
Средняя глубина — 1,5 м, максимальная — 5 м. Вода чистая и прозрачная. Берега песчаные, высокие. Площадь водосбора: 20,1 км². Питание за счет вод поверхностного и местного стока, а также атмосферных осадков.

## Фауна
В озере обитает: карась, линь, сырок, карп. Гнездится водоплавающая птица.

## Значение
С 2008 по 2015 годы озеро входило в перечень рыбопромысловых участков Свердловской области.

## История
Во времена Российской империи озеро Тыгиш принадлежало рыбопромышленнику Каслинского завода.